# Caterina Boratto
Caterina Boratto, född 15 mars 1915 i Turin, död 14 september 2010 i Rom, var en italiensk skådespelare.

## Filmografi (urval)
- 1963 – 8 ½
- 1965 – Julietta och andarna
- 1966 – Jag, jag, jag och de andra
- 1968 – Diabolik ger ingen nåd
- 1969 – Fästningen i Ardennerna
- 1975 – Mardröm blir verklighet
- 1975 – Salò, eller Sodoms 120 dagar
- 1982 – Natten i Varennes
- 1992 – Trubbelmakarna